# Funktionelles Merkmal
Funktionelle Merkmale sind im Patentrecht mehrerer Länder vorgesehen, um Erfindungen wirksam zu schützen.
Sowohl im europäischen Patentrecht als auch im Deutschen Patentrecht sind „funktionelle Merkmale“ als Bestandteil des Vorrichtungsanspruchs eines Patents zulässig, wenn sie dem Fachmann die Lehre vermitteln, wie er die in Rede stehende Vorrichtung ausgestalten kann. Die Verwendung von funktionellen Merkmalen zur Definition der erzielten Wirkung oder Eigenschaft von gegenständlichen Merkmalen ist zumindest dann zulässig, wenn diese Funktionsangaben zur klarstellenden Konkretisierung der gegenständlichen Merkmale geeignet sind. Im Bereich der Telekommunikation und Datenverarbeitung sind rein funktionelle Merkmale die Regel, welche aus dem Patentierungsausschlusskatalog auf Grund ihrer Vorrichtungskategorie herausführen.
Funktionelle Merkmale in einem Vorrichtungsanspruch schränkten früher im deutschen Patentrecht den Schutzbereich nicht ein. Nach neuerer Rechtsprechung können Zweck-, Wirkungs- oder Funktionsangaben als Bestandteile eines Patentanspruchs aber an dessen Aufgabe teilnehmen, den geschützten Gegenstand gegenüber dem Stand der Technik abzugrenzen, wenn sie das Vorrichtungselement, auf das sie sich beziehen, als ein solches definieren, das so ausgebildet sein muss, dass es die betreffende Funktion erfüllen kann.